# Casterman
Casterman är ett belgiskt (franskspråkigt) bokförlag. Man ägnar sig åt utgivning av seriealbum och barnböcker. Förlaget grundades 1780 och ingår sedan 1999 i mediekoncernen Flammarion (vilken i sin tur sedan 2012 är del av bokförlaget Gallimard). Under 1900-talet blev förlaget kanske mest känt som den franskspråkiga albumutgivaren av Tintins äventyr. 1978–1997 var man utgivare av den inflytelserika vuxenserietidningen À Suivre.

## Historik

### Fram till 1900-talet
Förlagets grundare var Donat Casterman. 1776 startade han i belgiska Tournai en verksamhet som bokhandlare och bokbindare. Kort därpå grundade han ett bokförlag och därefter även ett boktryckeri. Under 1800-talets lopp expanderade förlagsverksamheten, i stor utsträckning ägnad åt religiös eller "uppbygglig" litteratur samt ungdomsböcker. Tryckeri och bokbinderi i Tournai sysselsatte 100–200 personer.
1856 skapade Henri Casterman en filial i Paris, i kvartetet Saint-Sulpice (20, rue de Tournon), och utgivningen på den franska marknaden tog nu fart. Efter att förlagets två huvudägare avlidit, bytte Casterman 1907 från familjefirma till aktiebolag. Under mellankrigstiden växte både förlags- och tryckeriverksamheten, och man tryckte nu en mängd publikationer åt franska bolag som Hatier och Michelin liksom bland annat telefonkataloger och tågtabeller.

### Tintin och seriealbum
1934 övertog Casterman ansvaret som albumutgivare av Les Aventures de Tintin (Tintins äventyr) från den tidigare Petit Vingtième. Första albumet var seriens fjärde album – Les Cigares du pharaon (Faraos cigarrer). Från och med 1942 års L'Étoile mystérieuse (Den mystiska stjärnan) publicerades alla nya Hergéalbum med 62 seriesidor i färg, och i en utformning som skulle komma att sätta standard för branschen. Några år senare gavs även de tidigare albumen ut i nya versioner, omarbetade för det nya formatet.

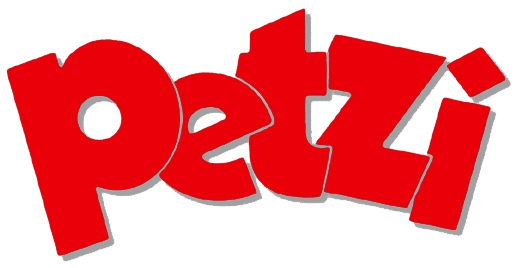
Danska serieklassikern Rasmus Klump (svenska: Rasmus Nalle) är känd på franska under namnet Petzi.

Inspirerade av Hergés succéserie, utökade Casterman snart sin serieavdelning med titlar som Petzi (Rasmus Nalle) av Carla och Wilhem Hansen, Alix och Lefranc av Jacques Martin och Chevalier Ardent (Riddar Eldhjärta) av François Craenhals. Förlagets barn- och ungdomsboksavdelning växte också den, och Martine av belgaren Marcel Marlier blev en internationell framgång.

### Vuxenserier
Under 1970-talet bestämde sig Casterman för att även satsa på den nya vuxenseriemarknaden. Man gav 1973 ut sina första album med Hugo Pratts Corto Maltese och grundade 1978 serietidningen À Suivre. Denna månadstidning hade en mer litterär framtoning än sina konkurrenter. Man kompletterade de ofta långa följetongsserierna – marknadsförda med den nya serietermen roman de BD ('serieroman') – med artiklar om olika kulturfenomen och recensioner av både litteratur, musik och film. Inriktningen var som en kulturtidskrift med tecknade serier, liknande det som Métal Hurlant hade lanserat för science fiction-genren några år tidigare.

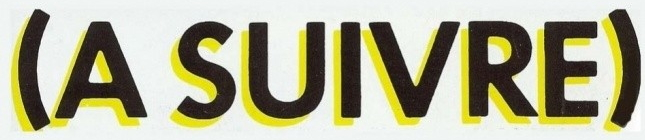
À Suivre var Castermans litterärt betonade tidningssatsning på den nya vuxenseriemarknaden.

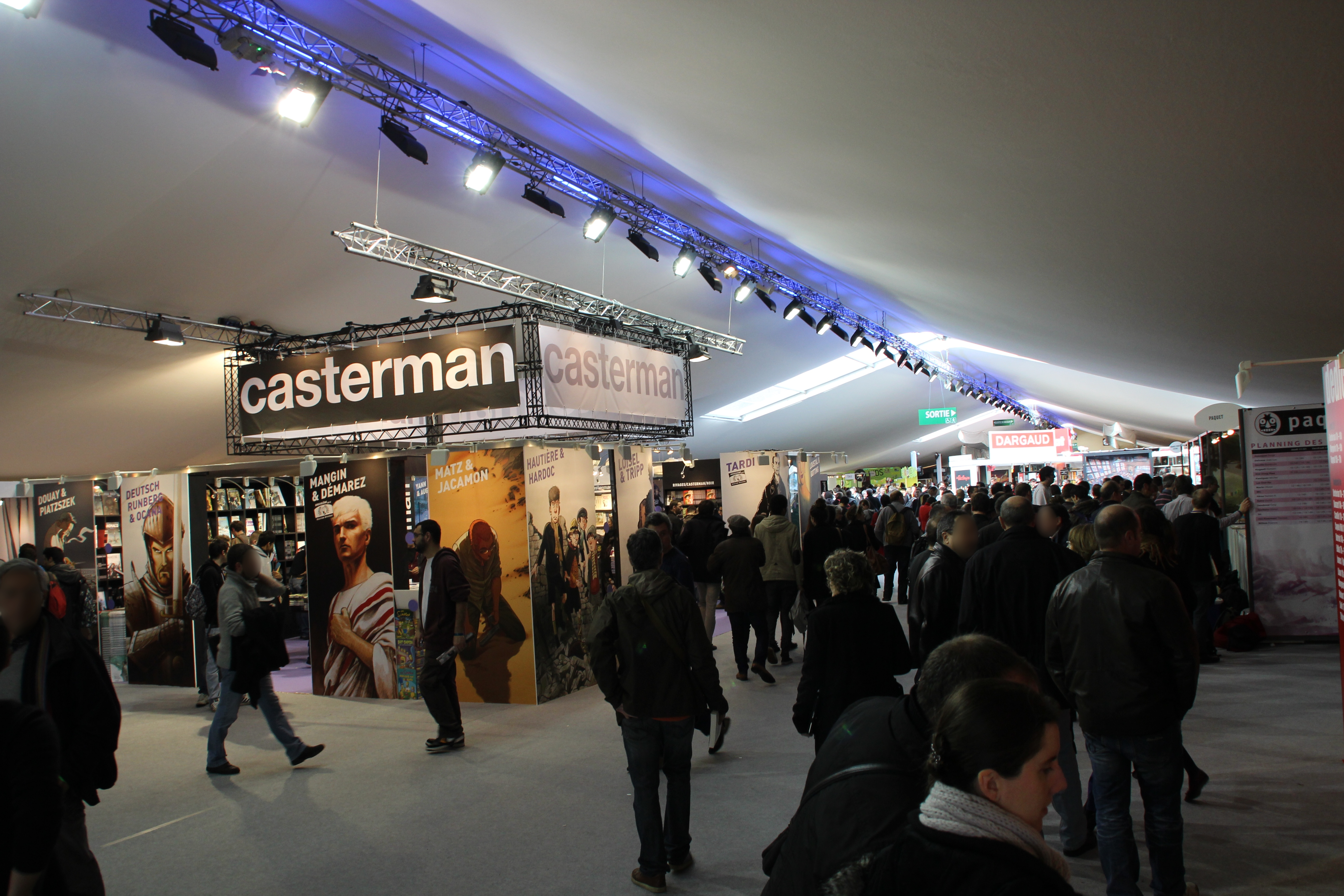
Castermans förlagsmonter vid 2013 års seriefestival i Angoulême.

Under knappt 20 års tid kom À Suivre att bidra till att forma bilden av den franska vuxenserien. Tillsammans med Métal Hurlant inspirerade man också till utländska tidningslanseringar i samma stil. Svenska Epix (1984–1993) hämtade en många av sina följetongsserier från À Suivre, liksom den svenska tidningen kompletterades av många tjocka albumutgåvor (på förlaget Medusa) hämtades från Casterman.
À Suivre var dock aldrig någon större försäljningssuccé, med upplagesiffror långt under dem för klassiska franskspråkiga barnserietidningar som Spirou och Tintin. 1997 lades tidningen ner, efter att Casterman tröttnat på att stötta sin tidningsutgivning med pengar från övrig verksamhet. Under andra halvan av 1980-talet (1985–1989) hade Casterman även givit ut serietidningen Corto Maltese, efter italiensk förebild.

### Senare år
Casterman har därefter fortsatt sin utgivning av serier och ungdomslitteratur i album/bokform. Det senaste decenniet har en viss del av utgivningen bestått av japanska importer (manga), marknadsförda via förlagsetiketten Sakka. Även där har man fortsatt sin inriktning på mer vuxna och litterära utgåvor, bland annat med ett antal utgåvor av Jirō Taniguchi – inklusive den prisbelönta och sedermera filmatiserade Quartier lointain (Haruka na machi e).

### En rad förlagsuppköp
1999 köptes det tidigare fristående Casterman av franska förlagskoncernen Flammarion. 2001 köptes Flammarion i sin tur av italienska mediekoncernen RCS MediaGroup (Rizzoli/Corriere della Sera). Efter finansiella problem sålde RCS MediaGroup 2012 sin förlagsgren Flammarion till franska förlagsgruppen Gallimard.
VD för "koncerndelen" Casterman är sedan februari 2013 Charlotte Gallimard, i samarbete med (tidigare[källa behövs]) Flammarion-VD:n Teresa Cremisi.
Tryckeridelen av Casterman ingår sedan 2002 i företagsgruppen Evadix.

## Serietidningar
- À Suivre (1978–1997)
- Corto Maltese (1985–1989)
- Bang! (2003–2006)
- Fluide Glacial (sedan 2003 del av Casterman)

## Tryckeri blev arkiv
2009 och 2010 donerade Casterman 1 728 hyllmeter dokument till statsarkivet i Tournai. Donationen inkluderade 15 000 foton från förlagets historia samt ett exemplar av varje förlagsutgåva mellan åren 1789 och 1991. Statsarkivet i Tournai är sedan juli 2009 beläget i en byggnad som tidigare inrymde Castermans tryckeriverksamhet. Där fick arkivet tillgång till arkivutrymme motsvarande 2 000 kvadratmeter och 12 hyllkilometer.